# Уваров, Сергей Семёнович
Граф (с 1 июля 1846) Серге́й Семёнович Ува́ров (25 августа [5 сентября] 1786, Санкт-Петербург — 4 [16] сентября 1855, Москва) — русский антиковед и государственный деятель, министр народного просвещения (1833—1849), сенатор (22.08.1826), действительный тайный советник (02.04.1838). Почётный член (1811) и президент (1818—1855) Петербургской академии наук, Императорской Российской академии (1831).
Наиболее известен как создатель идеологии официальной народности.

## Биография
Представитель дворянского рода Уваровых. Родился в Санкт-Петербурге 25 августа (5 сентября)  1786 года. Сын командира Гренадерского лейб-гвардии полка С. Ф. Уварова (1743—1788) от брака его с Дарьей Ивановной Головиной (1735—1821).
Воспитывался «под надзором умной и просвещенной матери» и получил блестящее образование под руководством бежавшего от французской революции учёного аббата Мангеня, убеждённого противника республиканского девиза «свобода, равенство, братство».

### Начало службы, научная работа (1801—1832)
Службу начал в 1801 году в Коллегии иностранных дел; в 1806 году был отправлен к русскому посольству в Вену, а в 1809 году назначен секретарём посольства в Париже. В 1810 году, 23 сентября, женился на дочери графа А. К. Разумовского, министра народного просвещения. Оставив дипломатическую службу, перешёл в ведомство своего тестя и в 1811 году был назначен попечителем Санкт-Петербургского учебного округа. Был инициатором преобразования в 1819 году Главного педагогического института в Санкт-Петербургский университет и изменения программ гимназий (усилено преподавание древних языков, введён Закон Божий и др.).
С юности интересовался классической античностью. Ещё за границей опубликовал ряд работ по древнегреческой литературе и археологии, которые принесли ему европейскую известность, знакомство с Гёте и Гумбольдтом. 16 января 1811 года был избран почётным членом Императорской Академии наук, 12 января 1818 года был назначен президентом Академии и оставался им до самой своей смерти. Одновременно, в 1812—1833 годах он был помощником директора Императорской публичной библиотеки. С 30 марта 1818 года — почётный член Общества любителей российской словесности.
С 24 июня 1822 года по 1824 год — директор Департамента мануфактур и внутренней торговли. С 10 августа 1823 года и до 1826 года был управляющим Государственными заёмными и коммерческими банками. С 22 августа 1826 года — сенатор.
В 1810-х годах входил в литературное общество «Арзамас». Был избран 14 апреля 1828 года почётным членом Императорской Российской академии, а 24 января 1831 года — её действительным членом.

### В Министерстве народного просвещения (1832—1849)
- 21 апреля 1832 — 20 марта 1833 — товарищ министра народного просвещения.
- 21 марта 1833 — 20 октября 1849 — министр народного просвещения.

Как будущий министр народного просвещения 19 ноября 1833 года направил императору Николаю I записку «О некоторых началах, могущих служить руководством при управлении Министерством Народного Просвещения», в которой, в частности, определил главным лозунгом своего управления следующее выражение: «Народное воспитание должно совершаться в соединённом духе Православия, Самодержавия и Народности».
Уже 21 марта 1833 года, при вступлении в должность министра, Уваров писал в своём циркуляре, разосланном попечителям учебных округов:

Общая наша обязанность состоит в том, чтобы народное образование, согласно с Высочайшим намерением Августейшего Монарха, совершалось в соединённом духе Православия, Самодержавия и народности.
 Николай I на всю жизнь запомнил декабристов. Тайные общества и бунты виделись ему постоянно. В ответ на требования нового николаевского порядка Уваров предложил направить просвещение по самобытному пути. Он указал, что России нужно такое просвещение, которое давало бы умных, дельных, хорошо подготовленных исполнителей. 
Триада «Православие, Самодержавие, Народность» впоследствии стала крылатым выражением и сжатым воплощением русской монархической доктрины. Согласно теории С. Уварова, русский народ глубоко религиозен и предан престолу, а православная вера и самодержавие составляют непременные условия существования России. Народность понималась как необходимость придерживаться собственных традиций и отвергать иностранное влияние, как необходимость борьбы с западными идеями свободы мысли, свободы личности, индивидуализма, рационализма, которые православием рассматривались как «вольнодумство» и «смутьянство». 
В период своего министерства Уваров стремился усилить правительственный контроль над университетами и гимназиями. Вместе с тем при нём было положено начало реальному образованию в России и восстановлена практика командирования учёных за границу.

Уваров вывел на новый уровень русское просвещение, в полном противоречии с постулатами этой идеологии. Именно при нём, по крайней мере, ступени этого образования — гимназии, университеты — выходят на европейский уровень, а Московский университет, может быть, становится одним из ведущих учреждений подобного типа в Европе.— А. Левандовский

Он застал наши университеты с самыми ничтожными средствами, материальными и научными, а общую у нас сумму людей с научным образованием — гораздо ниже нынешней; гимназии же застал существующими только по названию. В несколько лет он успел поставить на ноги те и другие, после 15-летнего управления оставил нам университеты на степени вполне органических учреждений, в которых начинала возникать умственная самодеятельность, как доказывают лучшие наши мыслители, почти все относящиеся к его времени; гимназии же оставил центрами приготовительного образования не только низших, но и высших общественных классов, чем эти заведения никогда до него у нас не были.— М. В. Юзефович Несколько мыслей и соображений по поводу покушения 4-го апреля. — С. 17.
Именным Высочайшим указом от 1 марта 1846 года С. Уваров с потомством возведён в графское достоинство Российской империи.
Во время революций 1849 года министр инспирировал публикацию статьи в защиту университетов, которая крайне не понравилась Николаю I, начертавшему: «Должно повиноваться, а рассуждения свои держать про себя». После этого Уваров ушёл в отставку с поста министра.

### После отставки с поста министра (1849—1855)
6 декабря 1850 года был награждён орденом Святого Андрея Первозванного.
В 1851 году в журнале «Современник» (том 27) опубликовал Литературные воспоминания (под псевдонимом А. В.).
Скончался в Москве 4 (16) сентября 1855 года и был погребён в родовой усыпальнице в селе Холм Бельского уезда Смоленской губернии.

## Критика
Общество возмущало скандальное поведение С. С. Уварова во время тяжёлой болезни его родственника по жене Д. Н. Шереметева. Уваров приказал начать опечатывать своей личной печатью имущество ещё живого Шереметева, рассчитывая на огромное наследство. Однако Шереметев справился с недугом и выздоровел. По этому поводу А. С. Пушкин написал своё известное стихотворение «На выздоровление Лукулла». В стихотворении есть строки «…И воровать уже забуду / Казённые дрова!» Данные строки имеют вполне реальную историческую подоплёку, так как на ранней стадии своей карьеры Уваров попросту спекулировал государственным имуществом — казёнными дровами, которые выдавались для зимнего отопления помещений университета, Академии наук и казённых квартир служащих по вверенному ему ведомству.
Вот что пишет современник: «Будучи президентом Академии наук, Уваров назначил вдове шестинедельный срок для очищения казённой квартиры, прибавив свою любимую фразу: „Ни 24 часа долее“ — и приказав немедленно прекратить отпуск казённого топлива, а это было в январе. Уваров, grand seigneur, большой вельможа, особенное имел внимание к дровам».

## Наследие
В своём имении Уваровка (Гжатский уезд Смоленской губернии) граф создал частный ботанический сад.
В честь С. С. Уварова Александр Бунге назвал один из видов растений семейства Вербеновые (Verbenaceae) — уваровией (Uwarowia Bunge). В его честь назван также минерал уваровит.
В 1857 году сын Уварова Алексей Сергеевич учредил в честь отца Уваровские премии при Академии наук.

## Черкизово
В 1818 году село Черкизово перешло к графу С. С. Уварову, при нём в селе была устроена усадьба.

23 верста, от Москвы, «село графа С. С. Уварова с красивой каменной церковью и опрятными домиками, показывающими довольствие и порядок. К селу принадлежит до 600 душ крестьян».— «Путеводителе от Москвы до С.-Петербурга и обратно», 1847 года.

## Поречье
В подмосковном имении графа Уварова, селе Поречье, проходили знаменитые литературные вечера. Они так и назывались: «знаменитые литературные вечера села Поречье». Поречье находится в 20 километрах от посёлка Уваровка и 40 километрах от города Можайска. Главной достопримечательностью является дворец графа Уварова. Он представляет собой здание с двумя корпусами. Крыша главного (центрального) корпуса построена из стекла. Сейчас под стеклянным куполом находятся растения некогда большого зимнего сада. Лес, окружающий дворец, не менее знаменит, чем его хозяин. Из каждой заграничной поездки граф Уваров привозил с собой диковинные растения, которые адаптировал к российскому климату и высаживал в лесопарковой зоне. До сих пор там произрастает каштан, которому более 300 лет, и ель в виде трезубца Зевса. Зимний сад находился недалеко от центрального здания, его павильон был сделан из металлических конструкций и стекла, отапливался с помощью котельной, которая подавала горячую воду в трубы, прикреплённые к стенам.

## Награды
- Орден Святого Иоанна Иерусалимского, кавалерский крест (26.03.1802)
- Орден Святого Владимира 2-й степени (09.12.1816)
- Орден Святой Анны 1-й степени (21.04.1826)
- Алмазные знаки к ордену Святой Анны 1-й степени (13.12.1827)
- Императорская корона к ордену Святой Анны 1-й степени с алмазными знаками (13.09.1831)
- Орден Белого орла (21.04.1834)
- Орден Святого Александра Невского (07.04.1835)
- Высочайший рескрипт (12.10.1839)
- Орден Святого Владимира 1-й степени (16.04.1841)
- Бриллиантовые знаки к ордену Святого Александра Невского (25.03.1844)
- Орден Святого апостола Андрея Первозванного (06.12.1850)
- Высочайшее благоволение (23.03.1853)
- Знак отличия беспорочной службы за XX лет (22.08.1828)
- Знак отличия беспорочной службы за XXV лет (22.08.1834)
- Знак отличия беспорочной службы за XXX лет (22.08.1840)
- Знак отличия беспорочной службы за XXXV лет (22.08.1844)
- Знак отличия беспорочной службы за XL лет (22.08.1848)

## Личная жизнь
Жена (с 1811 года) — графиня Екатерина Алексеевна, урождённая Разумовская (1781—1849), фрейлина императрицы Елизаветы Алексеевны, дочь графа А. К. Разумовского. Занималась благотворительностью, состояла председательницей Женского Патриотического Общества. От брака имела трёх дочерей и сына:
- Елизавета Сергеевна (30.03.1812[11]—21.09.1812[12]), родилась в Петербурге, крещена 14 апреля 1812 года в церкви Св. Двенадцати апостолов при Главном управлении почт и телеграфов, крестница императрицы Елизаветы Алексеевны и деда графа А. К. Разумовского; умерла от оспы.
- Александра Сергеевна (20.11.1813[13]—1866), была замужем за князем Павлом Александровичем Урусовым (1807—1886). Жила с мужем в Варшаве и, по словам барона М. Корфа, никогда не была особенно любима родителями[14].
- Наталья Сергеевна (06.02.1821[15]—13.01.1843), крещена 27 февраля в Исаакиевском соборе, крестница графа Д. Н. Шереметева, графа П. К. Разумовского, княгини Н. И. Куракиной и Д. И. Уваровой. Была замужем (с 31.01.1841) за ротмистром Иваном Петровичем Балабиным (1809—после 1870), «милым и веселым человеком»[16]. Наталья жила постоянно при родителях и была их любимицей. Балабин обожал её с детства, но долго и безнадежно добивался согласия на брак от родителей, которые хотели для дочери более выгодной партии. Через год после свадьбы Наталья Сергеевна чуть не умерла при трудных первых родах, младенец был извлечён кусками. Причиной мог быть её большой избыточный вес. Вскоре Балабина оправилась и опять забеременела, а 12 января 1843 года, в день 25-летия президентства графа Уварова в Академии наук, родила сына. Роды были снова трудными, ребёнка извлекли мертвым, началось кровотечение. Когда Уваров вернулся с торжественного обеда, он застал дочь почти без пульса. Утром 13 января она умерла. Несчастье потрясло отца, у которого случилось несколько обмороков, и возбудило общее сочувствие в Петербурге и особенно в высших кругах, где очень любили покойную[14]. Похоронена на Лазаревском кладбище Александро-Невской лавры.
- Алексей Сергеевич (02.03.1824—1884), любитель старины, известный русский археолог и ученый, был женат на П. С. Щербатовой.

В петербургском обществе живо обсуждали и гомосексуальные привязанности Уварова. Назначение им на пост вице-президента академии своего любовника Дондукова-Корсакова Пушкин высмеял в известной эпиграмме «В Академии наук / Заседает князь Дундук…». Отношения поэта с министром складывались не всегда ровно.
- Дети
- Елизавета Сергеевна ?
- Александра Сергеевна
- Наталья Сергеевна
- Алексей Сергеевич

## Память
- В Можайске, неподалёку от которого расположена усадьба Уварова, есть улица Уварова.
- В 2023 году был установлен памятник Уварову в Санкт-Петербурге[19] перед СПбГУ на Менделеевской линии[20].